# Magna Carta (band)

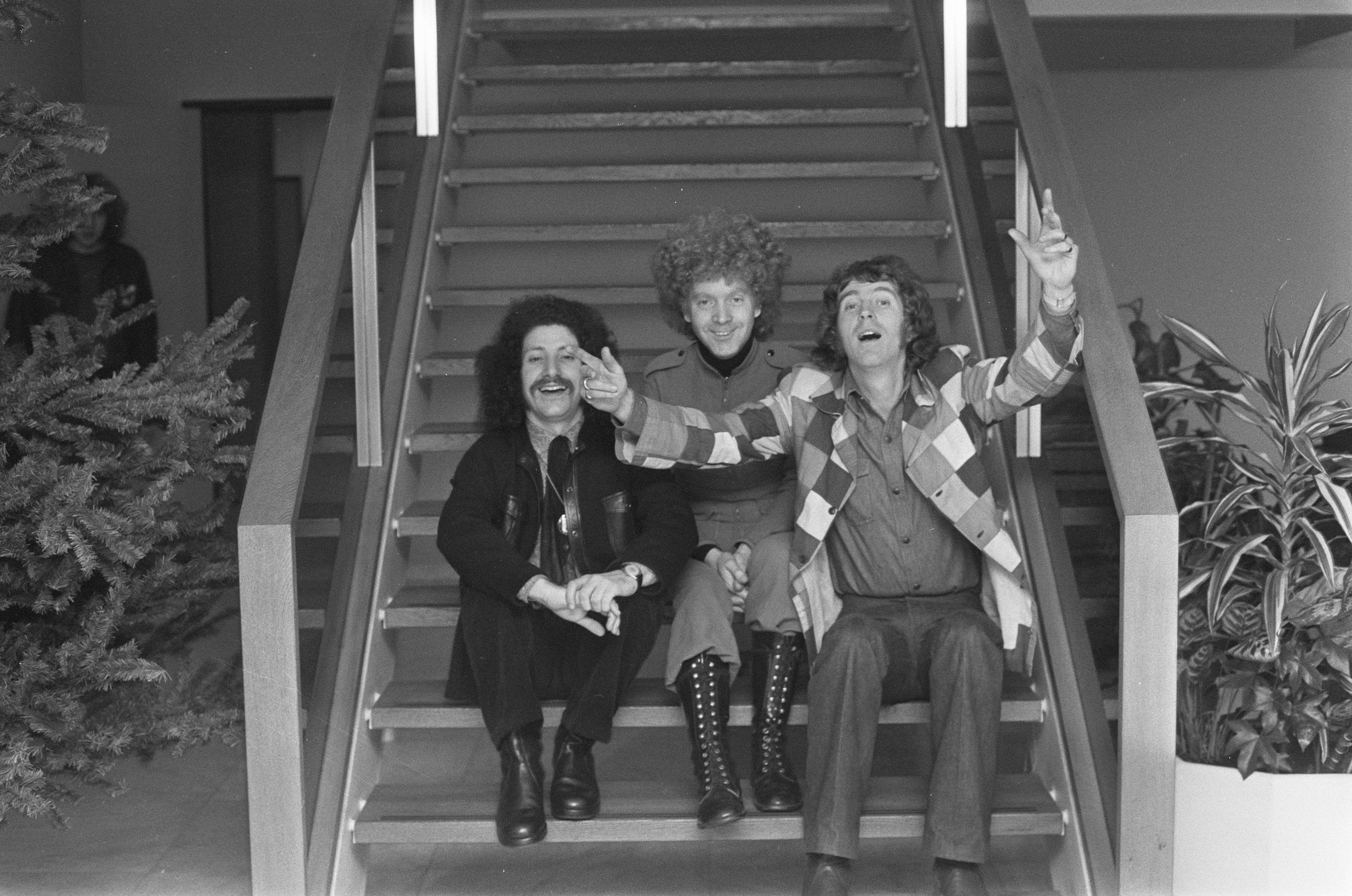
Magna Carta op Schiphol (1972)

Magna Carta was een Engelse folkrockgroep die behalve in het Verenigd Koninkrijk ook in Nederland populair was.

## Geschiedenis
De band werd in 1969 opgericht door onder anderen zanger-gitarist Chris Simpson. In 1970 hadden ze internationaal een grote hit met 'Airport Song' en in 1973 met 'Lord of the Ages'. In de jaren tachtig ontmoette frontman Simpson zangeres Linda Taylor. De twee trouwden en vormden voortaan samen de kern van de groep, die verder wisselende samenstellingen kent. Een van de toerende muzikanten tijdens de laatste jaren was de Gelderse violist Matthijs Barnhoorn.
Op 11 mei 2009 stopte de band op de dag van het veertigjarig bestaan. Dit betekende echter niet het echte einde van de groep: nog datzelfde jaar traden ze op in Zuid-Afrika, en sindsdien toeren ze nog regelmatig en hebben ze zelfs nog nieuwe albums uitgebracht.
In 2022 werd de band nieuw leven ingeblazen voor een Farewell-tour. De band toerde in oktober 2022 door Nederland, waarbij alle concerten werden uitverkocht. Chris Simpson kon na Covid en een longontsteking niet meer goed gitaar spelen. Als gitarist werd Doug Morter ingehuurd. Eddy Jackson speelde bas, Wendy Ross viool.

## Discografie
| Albums (vinyl)    | Albums (vinyl)                                                      | Albums (vinyl)      |
| Jaar              | Titel                                                               | Label               |
| ----------------- | ------------------------------------------------------------------- | ------------------- |
| 1969              | Magna Carta / Times of Change                                       | Mercury             |
| 1970              | Seasons                                                             | Vertigo             |
| 1971              | In Concert in Amsterdam                                             | Vertigo             |
| 1971              | Songs from Wasties Orchard                                          | Vertigo             |
| 1972              | In Concert                                                          | Vertigo             |
| 1973              | Lord of the Ages                                                    | Vertigo             |
| 1975              | Greatest Hits                                                       | Vertigo             |
| 1976              | Took a Long Time / Putting it back Together                         | GTO                 |
| 1977              | Spotlight On Magna Carta                                            | Philips             |
| 1977              | Martin's Cafe                                                       | Vertigo             |
| 1978              | Live in Bergen                                                      | Mercury             |
| 1978              | Prisoners on the Line                                               | Philips             |
| 1979              | No Truth in the Rumour                                              | Arioala             |
| 1982              | Midnight Blue                                                       | Polydor             |
| 1982              | Sweet Deceiver                                                      | Vitoria             |
| 1988              | One to One                                                          | Tembo               |
| Albums (cd / dvd) |                                                                     |                     |
| Jaar              | Titel                                                               | Label               |
| 1988              | One to One                                                          | Tembo               |
| 1991              | Old Master & New Horizons                                           | Vertigo             |
| 1991              | Seasons                                                             | Vertigo             |
| 1991              | Lord of the Ages                                                    | Vertigo             |
| 1992              | Heartlands                                                          | Sound Products      |
| 1993              | State of the Art                                                    | Studio88            |
| 1994              | Milestones                                                          | Vertigo             |
| 1994              | Songs from Wasties Orchard                                          | Repertoire          |
| 1995              | Live at the BBC                                                     | Pseudonym           |
| 1995              | Las Tierras del Viento                                              | Barsa Promociones   |
| 1996              | Magna Carta                                                         | HTD                 |
| 1996              | In Concert                                                          | HTD                 |
| 1996              | Limited Edition                                                     |                     |
| 1999              | Magna Carta + bonus live track                                      | Mercury             |
| 1999              | Seasons + Wasties Orchard                                           | Mercury             |
| 1999              | Lord of the Ages + Martin's Cafe                                    | Mercury             |
| 1999              | Live at Grassington                                                 | HTD Record          |
| 1999              | Midnight Blue                                                       | HTD Record          |
| 2000              | Evergreen                                                           | HTD Record          |
| 2000              | Rings Around the Moon                                               | HTD Record          |
| 2000              | Where to Now?                                                       | Lost & Found        |
| 2000              | Forever                                                             | Mooncrest           |
| 2001              | Seasons in the Tide                                                 | Gold Circle Int.    |
| 2002              | A Touch of Class                                                    | Talking Elephant    |
| 2002              | Ticket to the Moon (concert DVD)                                    | Alpha Centauri      |
| 2003              | Ages and Seasons                                                    | Snapper Music Label |
| 2003              | Magna Carta Gold                                                    | Dejavu Retro        |
| 2005              | Took a Long Time                                                    | Talking Elephant    |
| 2005              | Live in Bergen                                                      | Talking Elephant    |
| 2005              | In Tomorrow                                                         | River Records       |
| 2006              | Airport Song (concert DVD)                                          | All Stars           |
| 2006              | Backroads                                                           | Harvey Records      |
| 2007              | Deserted Highways of the Heart...                                   | Talking Elephant    |
| 2007              | Tomorrow Never Comes                                                | Repertoire          |
| 2008              | Written in the wind                                                 | Smith&Co            |
| 2008              | Chris Simpson: When All Is said And Done (2CD)                      | Talking Elephant    |
| 2009              | Lord of the Ages                                                    | Repertoire Records  |
| 2009              | Songs from Wasties Orchard                                          | Repertoire Records  |
| 2009              | Tomorrow Never Comes - The Anthology 1969/2006 (2CD)                | Repertoire Records  |
| 2009              | Prisoner on the Line                                                | Repertoire Records  |
| 2009              | Magna Carta                                                         | Repertoire Records  |
| 2010              | Midnight Blue / Live & Let Live (2CD)                               | Angel Air           |
| 2014              | Live at the Royal Albert Hall with The Royal Philharmonic Orchestra | Repertoire Records  |
| 2015              | The Fields of Eden                                                  | Talking Elephant    |

## Hits

### Albums
| Album met eventuele hitnotering(en) in de Nederlandse Album Top 100 | Datum van verschijnen | Datum van binnenkomst | Hoogste positie | Aantal weken | Opmerkingen |
| ------------------------------------------------------------------- | --------------------- | --------------------- | --------------- | ------------ | ----------- |
| Took a long time                                                    | 1976                  | 02-10-1976            | 30              | 7            |             |

### Singles
| Single met eventuele hitnotering(en) in de Nederlandse Top 40 | Datum van verschijnen | Datum van binnenkomst | Hoogste positie | Aantal weken | Opmerkingen |
| ------------------------------------------------------------- | --------------------- | --------------------- | --------------- | ------------ | ----------- |
| Took a long time                                              | 1976                  | 25-09-1976            | tip19           | -            |             |

### NPO Radio 2 Top 2000
| Nummers met noteringen in de NPO Radio 2 Top 2000 | '99 | '00  | '01 | '02 | '03 | '04  | '05  | '06  | '07  | '08  | '09  | '10  | '11  | '12  | '13  | '14  | '15  | '16  | '17  |
| ------------------------------------------------- | --- | ---- | --- | --- | --- | ---- | ---- | ---- | ---- | ---- | ---- | ---- | ---- | ---- | ---- | ---- | ---- | ---- | ---- |
| Airport Song                                      | 930 | 688  | 496 | 817 | 871 | 1296 | 1204 | 1279 | 1633 | 1202 | 1535 | 1548 | -    | 1802 | -    | -    | -    | -    | -    |
| Lord of the Ages                                  | -   | 512  | -   | -   | -   | -    | -    | -    | -    | -    | 1373 | 1133 | 1259 | 1212 | 1432 | 1379 | 1346 | 1734 | 1876 |
| Took a Long Time                                  | -   | 1297 | -   | -   | -   | -    | -    | -    | -    | -    | -    | -    | -    | -    | -    | -    | -    | -    | -    |

1. ↑  Een '-' betekent dat het nummer niet was genoteerd en een vetgedrukt getal geeft de hoogste notering van een nummer aan.
2. ↑  Deze tabel is bijgewerkt tot en met de laatste editie (2024).